# هيرفي بازيل
هيرفي بازيل (بالفرنسية: Hervé Bazile)‏ هو لاعب كرة قدم فرنسي في مركز الوسط، ولد في 18 مارس 1990 في كريتاي في فرنسا. شارك مع منتخب فرنسا تحت 17 سنة لكرة القدم ومنتخب فرنسا تحت 19 سنة لكرة القدم ومنتخب هايتي لكرة القدم. أما مع النوادي، فقد لعب مع ستاد ماليرب كان ونادي أميان ونادي غانغون.

## وصلات خارجية
- هيرفي بازيل على موقع قاعدة بيانات كرة القدم.إي يو (الإنجليزية)
- هيرفي بازيل على موقع ناشيونال فوتبول تيمز (الإنجليزية)
- هيرفي بازيل على موقع Soccerway.com (الإنجليزية)
- هيرفي بازيل على موقع عالم كرة القدم.نت (الإنجليزية)
- هيرفي بازيل على موقع AS.com (الإسبانية)